# 2016年8月18日月食
| 半影月食 月蝕2016年8月18日                     | 半影月食 月蝕2016年8月18日 |
| ---------------------------------------------- | -------------------------- |
| 當月球經過地球陰影的北部時查覺不到光度的減弱。 |                            |
| 序列（數值）                                   | 109（最後一次）            |
| 持續時間（hr:mn:sc）                           |                            |
| 半影                                           | 0:17:57                    |
| 接觸                                           |                            |
| P1                                             | 9:25（UTC）                |
| 食甚                                           | 9:42（UTC）                |
| P4                                             | 9:59（UTC）                |

2016年8月18日月蝕是一次預期會發生但事實上沒有發生的月食。這次月食標誌着109沙羅序列的結束。如果發生這次月食，其將是2016年三次月食中的第二次。
一些模型預測在2016年8月18日，月球可能從地影的北側半影的邊緣掠過，且目視無法察覺其月蝕情況。然而，當模型修正後，最終確定月球沒有通過當時地球的半影區。

## 背景
在1707年，菲利普·德拉伊尔年首次觀察到「地球的半影陰影比簡單的幾何形狀要大」的現象。真實放大率隨著時間而變化的原因未能完全理解，但有可能涉及到地球大氣層的某些層的粉塵量。各種月蝕曆書對這種效應所導致的半影大小使用了各種各樣的假設，導致對月食持續時間的預測產生了分歧；亦存在「關於持續時間非常短的半影月蝕的預測究竟是否為真」的想法。
1989年，美國國家航空航天局發布了一份月蝕曆書，預測將於2016年8月18日會發生短暫的半影月食。然而，文藝復興時期的法國曆書《時間的知識》，採用了「地球陰影的較小就視為不會發生月蝕」假設，並沒有預測會發生是次月蝕；且法國經度局又繼續完善了書中的月食模型。2009年版美國宇航局出版的月蝕年鑑是基於法國的估計，將1801年和2300年之間的9次月蝕重新分類為非月蝕事件，其中就包括了2016年8月的這一次。
一些資源（包括英國航海年鑑辦公室）的在線月蝕紀錄，則繼續列出本應出現在2016年8月18日的月蝕活動。儘管美國宇航局印刷的月蝕目錄，自2009年修訂版以後沒有再出該次月蝕活動；但AccuWeather基於高達德太空飛行中心在線月蝕數據目錄，依舊記載了是次月蝕。而在8月18日的之前不久，高達德太空飛行中心就在其網站上對第109沙羅週期中，刪除了該次預測。

## 可見度

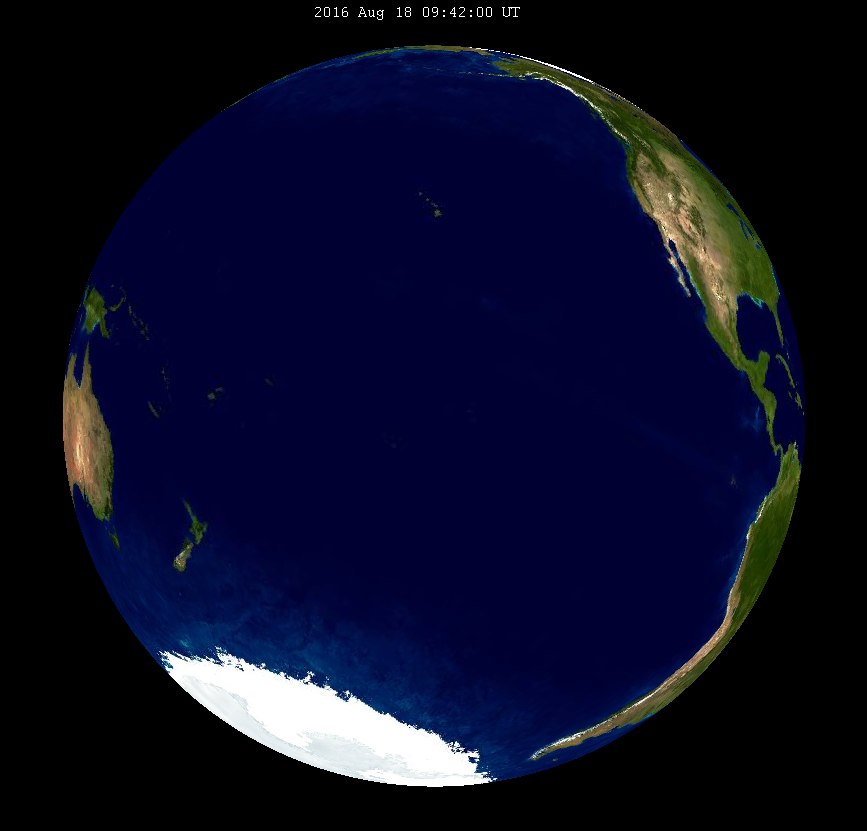
在月食的食甚時，從月球看見的地球。

如果原始模型是正確的，這次月食會擦過地球半影陰影的北邊界。該事件最初預計持續33分36秒，從UTC時間9:25開始到9:59結束。而最大食分預測為0.0166的；如此小的月食在視覺上難以察覺，即使是熟練的觀察者也需要大約0.6的食分。
按原始模型來說，從澳大利亞、巴西和加拿大東部的部分地區預計是可以看到輕微的變暗。

## 相關的食
2016年3月23日和9月16日，確實發生了兩次半影月食。

### 月蝕曆表
| 2016–2020的月食系列 | 2016–2020的月食系列 | 2016–2020的月食系列 | 2016–2020的月食系列 | 2016–2020的月食系列 | 2016–2020的月食系列 | 2016–2020的月食系列 |
| ------------------- | ------------------- | ------------------- | ------------------- | ------------------- | ------------------- | ------------------- |
| 降交點              | 降交點              | 降交點              |                     | 升交點              | 升交點              | 升交點              |
| 沙羅                | 觀測 日期           | 種類                | 沙羅                | 觀測 日期           | 種類                |                     |
| 109                 | 2016年8月18日       | 半影月食            | 114                 | 2017年2月11日       | 半影月食            |                     |
| 119                 | 2017年8月7日        | 月偏食              | 124                 | 2018年1月31日       | 月全食              |                     |
| 129                 | 2018年7月27日       | 月全食              | 134                 | 2019年1月21日       | 月全食              |                     |
| 139                 | 2019年7月16日       | 月偏食              | 144                 | 2020年1月10日       | 半影月食            |                     |
| 149                 | 2020年7月5日        | 半影月食            |                     |                     |                     |                     |
|                     |                     |                     |                     |                     |                     |                     |
| 上一序列            | 2016年9月16日       | 2016年9月16日       | 上一序列            | 2016年3月23日       | 2016年3月23日       |                     |
|                     |                     |                     |                     |                     |                     |                     |
| 下一序列            | 2020年6月5日        | 2020年6月5日        | 下一序列            | 2020年11月30日      | 2020年11月30日      |                     |

### 沙羅序列
這是109沙羅序列的最後一次月食。前一次是1998年8月8日。

### 書籍
- Espenak, Fred.  (PDF). NASA. 1989  [2019-02-09]. NASA Reference Publication 1216. （原始内容存档 (PDF)于2020-10-17）.
- Espenak, Fred; Meeus, Jean.  (PDF). NASA. 2009  [2019-02-09]. NASA/TP-2009-213173. （原始内容存档 (PDF)于2016-08-18）.

## 外部連結
- HMNauticalAlmanac:PenumbralEclipseoftheMoon:2016August18[永久]
- Hermiteclipse:Saros109（页面存档备份，存于）
- Hermiteclipse:18Aug2016-PenumbralLunarEclipse（页面存档备份，存于）